# Beli Steyn
Beli Steyn (* 10. November 1992) ist eine deutsche Schauspielerin.

## Leben
Beli Steyn absolvierte nach ihrem Schulabschluss zunächst ein Psychologiestudium. Danach absolvierte sie in mehreren Workshops ihre Schauspielausbildung, so unter anderem auch an der Schule für Schauspiel Hamburg. Seit 2018 ist sie als Schauspielerin vor der Kamera und auf der Theaterbühne aktiv.
Im Jahr 2018 war sie in der Serie Alles was zählt in der Rolle der Emilia zu sehen.
Beli Steyn wohnt in München. Neben ihrer Muttersprache Deutsch spricht sie auch Englisch, Französisch, Niederländisch und beherrscht zudem die Spanische Sprache.

## Filmografie (Auswahl)
- 2018: Alles was zählt (Fernsehserie, 18 Folgen)
- 2023: Sturm der Liebe (Fernsehserie, 3 Folgen)
- 2025: Watzmann ermittelt (Fernsehserie, Folge Schnee von gestern)